# Accademia tecnico-umanistica di Bielsko-Biała
L'Accademia tecnico-umanistica di Bielsko-Biała (in polacco: Akademia Techniczno-Humanistyczna w Bielsku-Białej) è una università pubblica di Bielsko-Biała, in Polonia. Nata come sede distaccata del Politecnico di Łódź, ha ottenuto la piena indipendenza come istituzione universitaria nel 2001.